# Ladykillers (2004)
Ladykillers ist ein US-amerikanischer Spielfilm aus dem Jahr 2004. Er gehört zum Genre der Heist-Movies und ist gleichzeitig die Neuverfilmung des gleichnamigen Films aus dem Jahr 1955.

## Handlung
Um den Tresorraum des „New Orleans Riverboat Casinos“ auszuräumen, quartiert sich der selbsternannte Professor Goldthwait Higginson Dorr bei der alten, kämpferisch frommen Witwe Munson als Mieter ein. Sein Plan ist es, mit seinen vier Kumpanen vom Keller aus einen Tunnel zum Casino zu graben. Damit die alte Dame keinen Verdacht schöpft, gibt sich die Bande als Kammerorchester aus, das im Keller übt. Tatsächlich wird die Musik von einem mitgebrachten Kassettenrekorder abgespielt, während die Gauner ihren Einbruch vorantreiben. Der Coup gelingt, das Geld fällt in die Hände der Gauner. 
Als diese den Tunnel mit einer Sprengung wieder zuschütten, entdeckt Mrs. Munson die Sache. Sie fordert die Bande auf, das Geld zurückzugeben und am Sonntag in die Kirche zu gehen, andernfalls werde sie die Polizei informieren. Die Verbrecher beschließen, Mrs. Munson umzubringen. Gawain MacSam kommt im Streit mit Garth Pancake um, als es darum geht, wer Mrs. Munson umbringen soll. Garth Pancake wiederum wird durch den General beseitigt, als er versucht, mit dem Geld und seiner Freundin Mountain Girl das Weite zu suchen. Der General selbst verunglückt bei dem Versuch, Mrs. Munson zu beseitigen. Immer werden die Leichen von einer Brücke auf ein Schiff geworfen, das Müll transportiert. 
Bei dem Versuch, Professor Dorr daran zu hindern, nun selbst Mrs. Munson umzubringen, erschießt sich der geistig beschränkte Lump Hudson auf der Brücke versehentlich selbst und landet ebenfalls auf dem Mülltransportschiff. Als Professor Dorr sich bereits freut, allein über das Geld verfügen zu können, fällt ihm ein Teil einer Brückenskulptur auf den Kopf und er stürzt ebenfalls tot auf das Schiff. Da kein Verbrecher mehr übrig, das Geld aber noch da ist, geht Mrs. Munson zur Polizei. Sheriff Wyner und der Deputy Sheriff sind noch mit der Aufklärung des Verbrechens beschäftigt und wollen Mrs. Munson nicht glauben, da sie ihnen als senil gilt. Um sie loszuwerden, sagen sie ihr, sie könne das Geld behalten. Sie spendet es der Bob Jones University, einer Bibelschule in Greenville, South Carolina.

## Hintergrund
Wie bereits in der Originalverfilmung wird als „Playbackmusik“ für die vorgetäuschte Probe zu Anfang das Menuett von Boccherini verwendet, ein reines Streichquintett. Die Ganoven rücken jedoch – abgesehen von einer Geige als einzigem Streichinstrument – mit mehr oder minder exotischen Musikinstrumenten an: einer Theorbe, einer Posaune, einem Parforcehorn sowie einer dreihälsigen Gitarre, die vom General zwischen den Knien stehend wie ein Cello gehalten wird, als Mrs. Munson nach dem Rechten sieht. Der Professor gibt sich als Liebhaber der Musik der Renaissance aus.
Im Verlauf des Films ist das Porträt von Mrs. Munsons verstorbenem Ehemann mehrfach mit unterschiedlichem, der jeweiligen Situation angemessenem Gesichtsausdruck zu sehen.

## Kritiken
„Der von Spielwitz und klugen Zitationen getragene Film transferiert den nostalgischen Charme der Vorlage in die Jetztzeit und unterhält mit inszenatorisch souveräner Leichtigkeit“, befand das Lexikon des internationalen Films. Prisma bemängelte, dass die Coen-Brüder „die im London der Nachkriegszeit spielende Story in den Süden der USA von heute verlegt [haben]“. Auch würden „[n]ur wenige Gags funktionieren, weil einige der Figuren völlig überzeichnet wurden“. Zwar könne Hauptdarsteller Tom Hanks überzeugen, doch „werden alle, die das Original kennen, maßlos enttäuscht sein“.

## Auszeichnungen
Der Film lief bei den Filmfestspielen von Cannes 2004 im offiziellen Wettbewerb. Irma P. Hall erhielt dort den Jurypreis für ihre schauspielerische Leistung. Sie wurde noch mit weiteren Preisen bedacht, darunter der Black Reel Award in der Kategorie Musical/Komödie und der Saturn Award als beste Nebendarstellerin. Die Deutsche Film- und Medienbewertung FBW in Wiesbaden verlieh dem Film das Prädikat „Besonders wertvoll“.